# لوک‌یول (آریزونا)
لوک‌یول (به انگلیسی: Lukeville) یک منطقهٔ مسکونی در ایالات متحده آمریکا است که در آریزونا واقع شده‌است. لوک‌یول ۴۲۶ متر بالاتر از سطح دریا واقع شده‌است.